# Maor Buzaglo
Maor Bar Buzaglo (hebreo: מאור בוזגלו; Jolón, 14 de enero de 1988) es un exfutbolista israelí que jugaba de centrocampista.

## Selección nacional
Fue internacional con la selección de fútbol de Israel en 23 ocasiones en las que marcó un gol.

## Clubes
| Club                | País    | Año       |
| ------------------- | ------- | --------- |
| Maccabi Haifa       | Israel  | 2005-2006 |
| Hapoel Petah-Tikvah | Israel  | 2006-2007 |
| Bnei Sakhnin        | Israel  | 2007-2008 |
| Maccabi Tel Aviv    | Israel  | 2008-2011 |
| Standard Lieja      | Bélgica | 2011-2013 |
| Hapoel Be'er Sheva  | Israel  | 2013-2017 |
| Maccabi Haifa       | Israel  | 2017-2018 |
| Beitar Jerusalén    | Israel  | 2018-2019 |
| Hapoel Tel Aviv     | Israel  | 2019-2021 |

## Palmarés

### Campeonatos nacionales
| Título                 | Club               | País   | Año  |
| ---------------------- | ------------------ | ------ | ---- |
| Copa Toto              | Maccabi Tel Aviv   | Israel | 2009 |
| Liga Premier de Israel | Hapoel Be'er Sheva | Israel | 2016 |
| Supercopa de Israel    | Hapoel Be'er Sheva | Israel | 2017 |
| Copa Toto              | Hapoel Be'er Sheva | Israel | 2017 |
| Liga Premier de Israel | Hapoel Be'er Sheva | Israel | 2017 |

### Distinciones individuales
| Distinción                                   | Año              |
| -------------------------------------------- | ---------------- |
| Mejor asistidor de la Liga Premier de Israel | 2007-08          |
| Mejor asistidor de la Liga Premier de Israel | 2013-14, 2014-15 |